# شهرستان لیانگشان
شهرستان لیانگشان (به لاتین: Liangshan County) یک منطقهٔ مسکونی در چین است که در جینینگ (شاندونگ) واقع شده‌است.